# 第19回フィルムフェア賞 南インド映画部門
第19回フィルムフェア賞 南インド映画部門（19th Filmfare Awards South）は、インドの映画賞。『フィルムフェア』が主催し、1971年の南インド映画（タミル語映画、テルグ語映画、マラヤーラム語映画、カンナダ語映画）を対象としており、1972年に開催された。

## 審査員
- ジャスティス・サーダシヴァム（審査員長）
- T・S・ムトゥスワーミ
- K・チェリアン
- R・S・チュンナイヤ
- U・ハリーニー
- C・N・ラーマヌジャーム
- シヴァサイラーム
- S・V・ヴェーヌゴーパーラン

## 受賞結果
| タミル語映画部門作品賞   | テルグ語映画部門作品賞       |
| ------------------------ | ---------------------------- |
| - 『Babu』               | - 『Tahsildar Gari Ammayi』  |
| カンナダ語映画部門作品賞 | マラヤーラム語映画部門作品賞 |
| - 『Sharapanjara』       | - 『Aabhijathyam』           |